# При будові китайського муру (оповідання)
«Як будувався Великий Китайський Мур» (нім. Beim Bau der Chinesischen Mauer) — це оповідання, написане Францом Кафкою 1917 року. Його вперше було опубліковано 1931-го, через сім років після смерті автора. Макс Брод зібрав добірку творів і видав їх у збірці Beim Bau der Chinesischen Mauer.

## Про оповідання
Історія з оповідання насправді була опублікована 1919 року як окремий твір у вигляді повісті-притчі під назвою «Послання від імператора» («Eine kaiserliche Botschaft») в збірці Сільський лікар (нім. Ein Landarzt). Деякі з історій розповіді: чому мур було побудовано частинами в різних місцях, а не одночасно, які стосунки мав Китай з минулим і сьогоденням, а також невловимість імператора. Розповідь ведеться від імені першої особи — літньої людини з однієї з південних провінцій країни.
Перший англійський переклад Вілли і Едвіна М'юїрів було опубліковано Мартіном Секером в Лондоні 1933 року. Він з'явився у збірці The Great Wall of China. Stories and Reflections (Нью-Йорк: видавництво «Schocken Books», 1946).